# Зґвалтування в ісламському праві
В ісламі сексуальність людини регулюється ісламським правом, також відомим як шаріат. Відповідно, сексуальне насильство розглядається як порушення морального та божественного закону. Іслам поділяє претензії щодо сексуального насильства на «божественні права» (huquq Аллах) і «міжособистісні права» (huquq al-'ibad): перші вимагають божественного покарання (hadd penalties), а другі належать до більш гнучкої людської сфери.
В ісламі зґвалтування вважається серйозним сексуальним злочином. В ісламі зґвалтування називається Зіна Аль-Зібр або Іхтісаб, і воно підпадає під правила Хіраби. Класичне ісламське право (шаріат) вважало злочин сексуального насильства примусовою зіною, а отже злочином хадд. Основні юристи не визнають зґвалтування у шлюбі.

## Визначення
Зґвалтування вважається серйозним сексуальним злочином в ісламі і може бути визначене в ісламському праві як: «Насильницький незаконний статевий акт чоловіка з жінкою, яка не перебуває з ним у законному шлюбі, без її вільної волі та згоди».
Ісламське право, як і правові системи класичної античності та стародавнього Близького Сходу, не містить справжнього еквівалента сучасному поняттю зґвалтування, яке, своєю чергою, ґрунтується на сучасних уявленнях про автономію особистості та недоторканність тіла, зокрема жіночого тіла. У сучасному розумінні зґвалтування — це порушення сексуальної автономії іншої людини на найпростішому рівні. У общинно-патріархально орієнтованих суспільствах пізньої античності сексуальність жінки тлумачилася як щось, що контролюється її законним опікуном або власником, а не як її особистий контроль. Таким чином, категорія примусового сексуального насильства не була чітко відмежована від інших категорій, таких як згодне порушення сексуальних норм (спокушання).
Терміни гхасаба та айтасаба використовувалися традиційними юристами при обговоренні сексуального насильства та покарання за нього. Більшість юристів вважають, що зґвалтування — це вчинення зіни силою, тому зґвалтування відоме як зіна бі аль-ікра (араб. زنا بالإكراه). Аш-Шафі'ї визначив зґвалтування як: «Примус жінку вчинити зіну проти її волі». Для ханафітів незаконний статевий акт вважається зґвалтуванням, коли немає згоди і немає навмисних дій з боку жертви. На думку Маліка, зґвалтуванням є будь-який вид незаконного статевого акту (зіна) шляхом насильства та без згоди. Сюди входять випадки, коли стан жертви не дозволяє їй чинити опір, наприклад, божевілля, сон або неповноліття. Ханбаліти, як і маликіти, вважають застосування будь-якого виду сили відмовою від згоди жертви. Загроза голодної смерті або страждання від зимового холоду також розглядаються як насильство над людиною.
Юристи сходяться на думці, що жінка, яка зазнала сили та була зґвалтована, не підлягає жодному покаранню.

### Відносини з Зіною
Класичне ісламське право визначило те, що сьогодні зазвичай називають «ґвалтуванням», як примусову форму розпусти чи перелюбу (zināʾ). Це базове визначення зґвалтування як «примусову zināʾ» означало, що всі звичайні правові принципи, які стосувалися zināʾ – її визначення, покарання та встановлення за допомогою доказів – були також застосовні до зґвалтування. Прототипний акт zināʾ визначався як статевий акт між чоловіком і жінкою, на який чоловік не має ані подружнього права, ані права власності. Для юристів прототипний акт zināʾ від акту зґвалтування відрізнявся тим, що в прототипному випадку обидві сторони діють за власним бажанням, тоді як в акті зґвалтування це робить лише одна зі сторін. Юристи визнавали широкий спектр ситуацій «примусовими» за своєю природою, включаючи застосування фізичної сили, наявність примусу або загрозу заподіяння у майбутньому шкоди собі або близьким; вони також включили у своє визначення «примусу» нездатність дати дійсну згоду, як у випадку неповнолітніх, психічно хворих або непритомних осіб. Мусульманські юристи з найдавнішого періоду ісламського права погоджувалися з тим, що особи, які вчинили примусовий zināʾ, повинні отримати покарання ḥadd, яке зазвичай застосовується до їхнього особистого статусу та сексуального статусу, але що покарання ḥadd не слід застосовувати до жертв примусового чи несанкціонованого zināʾ через їх послаблення. місткість.
Злочин зґвалтування, за сунітськими юристами Ханафі та Малікі, є актом зіни. Якщо згода була надана під примусом або через порушення дієздатності, наприклад, психічно хворою особою, це вважається незгодою або недійсною згодою.
З іншого боку, жінки, які зазнали зґвалтування чи сексуального насильства, можуть побоюватися бути притягнутими до кримінальної відповідальності за зіну, що перешкоджає деяким повідомляти про ці напади.

### Відносини з хірабою
Включення зґвалтування до сфери хіраби підтримувалося протягом всієї ісламської історії.

Середньовічний захірійський юрист Ібн Хазм визначив хірабу як:
«Той, хто наводить страх на людей на дорозі, зі зброєю чи без, вночі чи вдень, у містах чи на відкритих просторах, у палаці халіфа чи мечеті, зі спільниками чи без, у пустелі чи в селі, у великому чи малому місті, з одним чи кількома людьми… змушує людей боятися, що їх уб'ють, заберуть гроші чи зґвалтують (хатк аль-арад)… незалежно від того, чи нападників один, чи багато».
Воно мало значну підтримку з боку юристів Малікі.
«Наприклад, ад-Дасукі, малікійський юрист, вважав, що якщо людина примушує жінку до сексу, то її дії вважаються вчиненням хіраби. Крім того, малікійський суддя Ібн 'Арабі розповідає історію, в якій на групу напали і зґвалтували жінку з їхньої компанії. На аргумент, що цей злочин не є хірабою, оскільки не було взято грошей і не застосовувалася зброя, Ібн Арабі обурено відповів, що „хіраба з інтимними частинами“ набагато гірша за хірабу, пов'язану з отриманням грошей, і що будь-хто воліє зазнати останньої, аніж першої».
У ханафітській школі права термін «зіна» використовується для позначення незаконного статевого акту, де зґвалтування розрізняється як «зіна біл джабр», щоб вказати на його примусовий характер і без згоди, тоді як блуд і подружня зрада підходять «зіна біл рідха», що вказує на згоду. Незважаючи на те, що в термінології використовується термін «зіна», це два категорично різні злочини, оскільки зґвалтування розглядається суддею як тазир (дискреційний) злочин і переслідується на основі непрямих доказів (медичних доказів, будь-якої кількості свідків та інших доказів судової експертизи). Це блуд і подружня зрада за взаємною згодою, або зіна біл рідха, які зберігають свої класичні хадд покарання з Корану та сунни за умови наявності чотирьох свідків (за відсутності яких вони також за замовчуванням тазир, підлягають дискреційним покаранням, таким як штраф, тюремне ув'язнення, або вії). Незважаючи на це, групове зґвалтування або публічне зґвалтування, як-от те, що відбувається під час війни, все ще традиційно вважається хіраба, оскільки це більше відповідає його класичному визначенню як воєнний злочин або злочин проти цивілізації та суспільства.

### Подружнє зґвалтування
Історично ісламське право розглядало зґвалтування у шлюбі інакше, ніж сучасні закони, через те, що «сексуальна згода» є сучасним поняттям, а ісламське право було сформульовано в досучасну епоху. Замість того, щоб бути порушенням згоди, сексуальне насильство в шлюбі концептуалізувалося як шкода, заподіяна дружині, і судді використовували принцип зменшення шкоди, розглядаючи ці справи.
Історичні записи показують, що, зазнаючи сексуального насильства, деякі жінки могли звернутися до суду та змусити своїх чоловіків відмовитися та відшкодувати збитки навіть у досучасному мусульманському світі. Наприклад, розрив промежини чоловіком було визнано кримінальним провадженням і давало дружині право на грошову компенсацію. Зґвалтування у шлюбі також можна класифікувати як акт агресії проти дружини та призвести до судового переслідування чоловіка та розлучення дружини, але покарання не було таким суворим, як проти інших форм зґвалтування.
Середньовічні юристи класифікували зґвалтування як злочин айтісаб, але жоден середньовічний юрист не класифікував зґвалтування у шлюбі як таке. Термін ightisab стосується «узурпації чогось, що належить іншій людині, силою та проти волі людини»; воно позначає щось «потворне» і «осудливе». Проте, деякі середньовічні юристи проводили різницю між примусовим і добровільним сексом у шлюбі. Хоча більшість ісламських юристів не визнають зґвалтування у шлюбі як зґвалтування, деякі сучасні інтерпретації ісламського права забороняють зґвалтування у шлюбі іншими способами.
За «Дар аль-Іфта аль-Місрія», ісламські вчені засуджують, коли чоловік застосовує насильство, щоб змусити дружину переспати з ним, або просить дружину вступити в статевий акт під час менструального періоду, в ненормальній сексуальній позі або під час посту в Рамадан. У відповідь дружина має право подати на чоловіка до суду, і він повинен бути покараний за скоєне. За цією думкою, дружина має безліч підстав відмовитися від статевих стосунків з чоловіком, у тому числі, якщо він має інфекційне захворювання або якщо статевий акт завдає шкоди її тілу. Ісламське право радить, що статевий акт між чоловіком і дружиною повинен відбуватися з близькістю і любов'ю.
Одна школа, ханафітська, традиційно дозволяла чоловікові примусово займатися сексом зі своєю дружиною, якщо в неї не було законної причини відмовитися від сексу; це також зазначено в посібнику з фікху Аль-Хідая. Ця позиція ханафітів не була поширеною в інших школах думки, які ні дозволяли примусовий секс у шлюбі, ні карали за нього.

## Ісламські джерела
Інцидент за часів ісламського пророка Мухаммеда ляже в основу пізнішої юриспруденції зґвалтування:
Коли одна жінка вийшла за часів Пророка на молитву, на неї напав чоловік і зґвалтував її.
Вона закричала, і він пішов, а коли прийшов інший чоловік, вона сказала: Цей (чоловік) зробив зі мною те-то і те-то. А коли прийшла компанія емігрантів, вона сказала: Той чоловік зробив мені те-то й те-то. Вони пішли, схопили чоловіка, що, як вони думали, мав з нею зносини, і привели його до неї. Вона сказала: Так, це він. Тоді вони привели його до Посланця Аллаха. Коли він (Пророк) збирався винести вирок, чоловік, який (насправді) напав на неї, підвівся і сказав Посланнику Аллаха, я той, хто зробив це з нею. Він (Пророк) сказав їй Іди геть, бо Аллах простив тебе. Але він сказав кілька добрих слів тому чоловікові (Абу Давуд сказав: маючи на увазі чоловіка, якого схопили), і про чоловіка, який мав з нею статеві зносини, він сказав: «Вбийте його: Забийте його камінням до смерті. Він також сказав: Він покаявся до такої міри, що якби жителі Медіни так само покаялися, то це було б прийнято від них».

## Покарання засудженого ґвалтівника
Зґвалтування карається за певних обставин «зіна», а також за певних обставин «іраба», до яких додається «тазір», а також за певних обставин «зіна».
Мусульманські юристи погодилися, що покарання не уникнути, навіть якщо злочинець заявив, що не знає закону. Це пов'язано з аморальністю злочину зґвалтування та тяжкою шкодою, яку він завдає жертві.

### Додаваннязіна
Більшість класичних вчених виступали за застосування додаткового покарання за зіну до засудженого ґвалтівника — побиття камінням до смерті для одружених (мусан) або шмагання 100 ударами батогом і депортація для неодружених (ґаїр-мусан). Вони ґрунтуються на хадисі, в якому розповідається про випадок зґвалтування за часів Пророка, коли жертву виправдали, а її ґвалтівника (одруженого) засудили до побиття камінням до смерті.

### Додавання іраби як покарання за зґвалтування
Деякі класичні юристи (Аль-Табарі та Малікі Ібн аль-Арабі) і більш сучасні тлумачення (Релігійна рада Єгипту серед інших) класифікували злочин зґвалтування не як підкатегорію зіни, а радше як окремий злочин насильства згідно з хіраба (насильницьке та насильницьке захоплення), тобто насильницький злочин, що спричиняє безлад на землі у спосіб, описаний у Корані (5:33) як фасад (руйнівне лихоліття). Подібним злочином, наприклад, буде пограбування на дорозі, оскільки воно наводить страх на людей, які виходять на вулицю або втрачають своє майно через насильство. Таким чином, ґвалтівник потрапляє в категорію людей, які перебувають поза законом і становлять загрозу для миру і безпеки суспільства.

### Зґвалтування яктазір
Деякі сучасні дослідники стверджують, що правопорушникам призначається покарання тазір на розсуд влади. На їхню думку, зґвалтування заслуговує на покарання тазір, коли обвинувальний вирок виноситься на підставі непрямих доказів, таких як сліди насильства на статевих органах, сліди насильства на тілі жертви або обвинуваченого, наявність сперми або плям крові на тілі або одязі жертви або обвинуваченого, або медичний висновок, яких достатньо лише для покарання тазір. Згідно з принципом al-fi'l al-darr (ісламське право делікту), жертва може подати позов про відшкодування моральної шкоди, яка може включати порушення свободи, гідності, репутації, соціального чи фінансового статусу особи.

### Фінансова компенсація
Відповідно до правових шкіл Малікі, Ханбалі та Шафії, зґвалтування вільної жінки складалося не з одного, а з двох порушень: порушення «права Бога» (ḥaqq Allāh), що провокує покарання ḥadd; і порушення «людських» (міжособистісних) прав (ḥaqq ādamī), що вимагає грошової компенсації. Ці юристи вважали вільну жінку, яка володіє своєю власною сексуальністю (buḍʾ), подібною до рабовласника, який володіє сексуальністю своєї рабині. Для них так само, як рабовласник мав право на компенсацію за сексуальне привласнення, вільна жінка також мала право на компенсацію. Сума цієї компенсації, на їхню думку, повинна дорівнювати сумі, яку будь-який чоловік зазвичай заплатить за сексуальний доступ до відповідної жінки – тобто розмір її приданого (садак або махр).

## Притягнення до відповідальності за зґвалтування
Халіф Умар прийняв свідчення однієї особи, яка почула, як жертва зґвалтування кликала про допомогу, як доказ того, що зґвалтування мало місце. Імам Малік прийняв тілесні ушкодження жертви як доказ того, що зґвалтування мало місце. Якщо жінка стверджує, що зазнала зґвалтування або сексуального насильства під примусом, вона буде виправдана за подружню зраду у світлі вірша Корану 24:33, який говорить, що жінка не згрішила, коли її примусили вчинити цей злочин.
За словами професора Олівера Лімана, необхідні свідчення чотирьох свідків-чоловіків, які були очевидцями фактичного проникнення, стосуються лише незаконних статевих стосунків за згодою (перелюб чи блуд), а не злочину зґвалтування без згоди. Роль чотирьох свідків-чоловіків полягає в тому, щоб засвідчити, що вони були свідками не тільки незаконного статевого контакту, але також засвідчити, що учасники брали в ньому згодну участь.

Вимоги щодо доказів зґвалтування, навпаки, менш суворі та не вимагають жодних сторонніх свідчень, очевидців чи іншого:
«Звинувачення у зґвалтуванні може бути висунуте і справа доведена на підставі лише свідчень жертви, за умови, що непрямі докази підтверджують звинувачення. Саме ці суворі критерії доведення призводять до частого спостереження, що там, де несправедливість щодо жінок все ж трапляється, вона не є наслідком ісламського права. Це відбувається або через неправильне тлумачення тонкощів законів шаріату, що регулюють ці питання, або через культурні традиції; або через корупцію і відверте нехтування законом, або ж через поєднання цих явищ».

## Вагітність внаслідок зґвалтування
Відповідно до ісламського права, якщо жінка завагітніла поза шлюбом і заперечує вчинення подружньої зради, стверджуючи, що її хтось зґвалтував, більшість юристів ханафітської, шафіїтської та ханбаліської шкіл вважають, що виправданням такої жінки є приймається без розслідування, тоді як школа думки Малікі вимагає, щоб жінка надала додаткові докази на підтримку таких тверджень, якщо ні, вона піддається передбаченому покаранню.

### Аборт через зґвалтування
Що стосується абортів у контексті зґвалтування, то більшість юристів не вважають зґвалтування поважною причиною: святість нового життя має перевагу над автономією вагітної жінки.
Мусульманські вчені вважають, що зґвалтована дитина є законною дитиною, і тому було б гріхом убити цю дитину. Вчені допускають його переривання, тільки якщо вік плоду менше чотирьох місяців або якщо це загрожує життю матері.
Коли вагітність є незапланованою і тому небажаною, як у випадку зґвалтування, батьки [змушені/повинні, оскільки усиновлення є незаконним] зробити аборт плоду і таким чином запобігти ганьбі, яка чекає на матір і дитину [...] дитина, народжена від зґвалтування, як і дитина, народжена від перелюбу (валад зіна), є нижчим членом суспільства з точки зору прав, які їй гарантуються, і соціального статусу, якого вона може досягти.
Мусульманських вчених закликали зробити винятки в 1990-х роках після зґвалтувань кувейтських жінок іракськими солдатами (1991 року) та зґвалтування боснійських і албанських жінок сербськими солдатами. У 1991 році Великий муфтій Палестини Екріма Саїд Сабрі зайняв іншу позицію, ніж основні мусульманські вчені. Він постановив, що жінки-мусульманки, зґвалтовані їхніми ворогами під час війни в Косово, можуть приймати абортивні ліки, тому що в іншому випадку діти, народжені цими жінками, одного дня можуть воювати проти мусульман.

## Самооборона
Жінка, яку примушують до зіни [незаконного статевого акту], зобов'язана захищатися і не повинна піддаватися, навіть якщо вона вб'є того, хто хоче це зробити. Цей самозахист є вааджибом (обов'язковим), і вона не винна, якщо вб'є того, хто хоче примусити її до зіни.

## Подальше читання
- Azam, H. (2013). Rape as a variant of fornication (Zinā) Inislamic Law: An Examination of the Early Legal Reports. Journal of Law and Religion. 28 (2): 441—466. doi:10.1017/S0748081400000102.